# Ongon

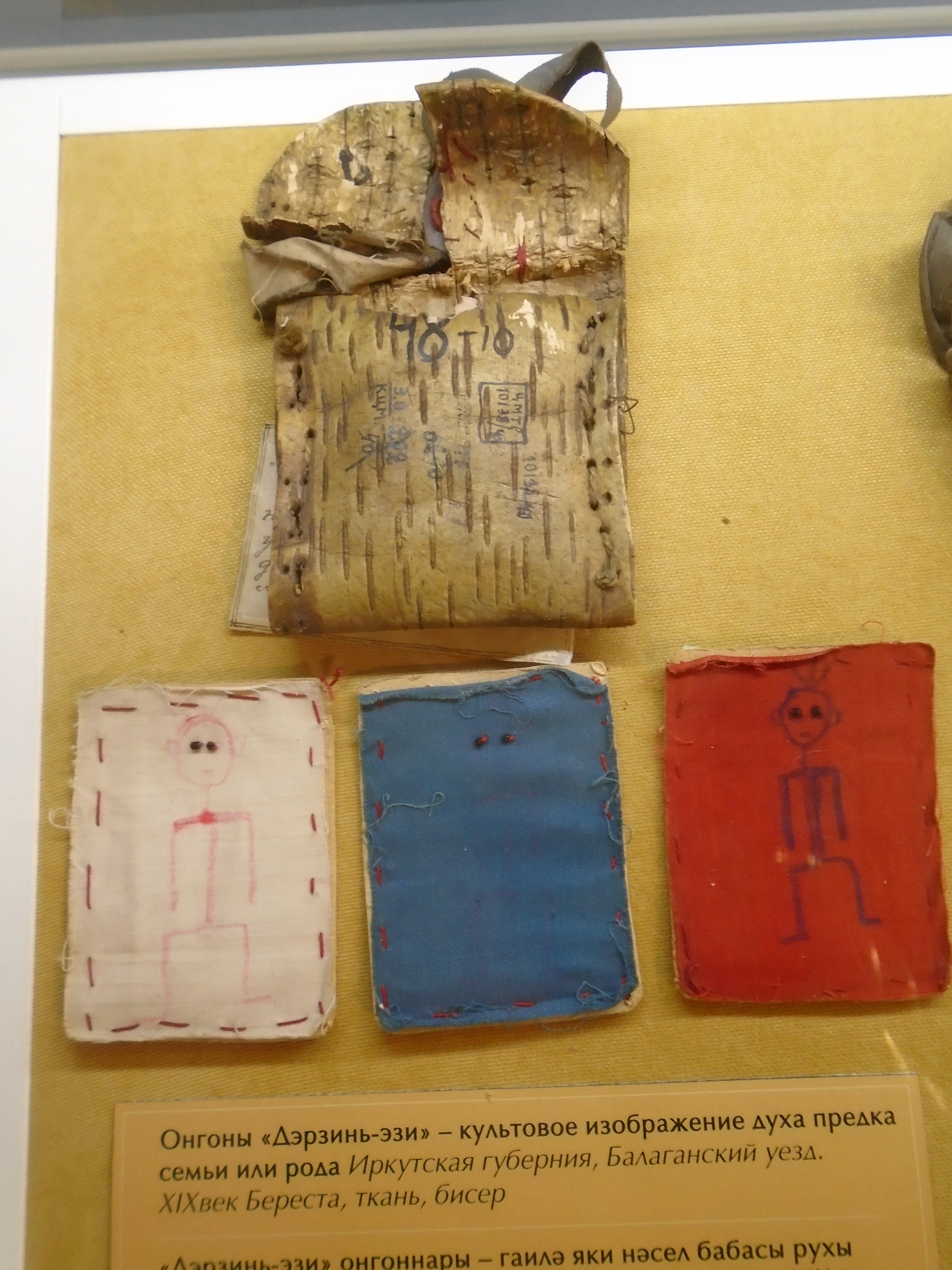
Les Ongons « Derzin-ezi », images-culte de l'esprit de l'ancêtre d'une famille ou d'un clan. (District Balagansky de la province d'Irkoutsk).

Un Ongon (mongol ; pluriel ongod, turc : Ongun, Azerbaïdjanais : Onqon) est un type d'esprit dans le système de croyances chamaniques de la Mongolie. C'est un terme commun dans les mythologies turque et mongole. Après la mort, tous les chamans deviennent des âmes chamaniques, ongod. Des Idoles peuvent être consacrées dans les trois ans suivant la mort du chaman et peuvent être placées dans la maison (ongon de maison) ou dans un autre lieu, comme un refuge à l'air libre. L'ongon est aussi la représentation physique de l'esprit, faite par un chaman. Il joue un rôle central dans le rituel qui invoque la protection de l'esprit. Un cas bien connu d'un tel esprit est Dayan Degereki.
Les ongod sont particulièrement importants dans le chamanisme noir : la principale fonction du khar talynkh ou chaman noir est de mettre les gens en contact avec un ongon, dont ils appellent l'esprit pendant que les percussions les mettent dans un état de transe. À la fin du XIXe siècle, en Mongolie, selon Otgony Purev, le chamanisme jaune vénérait également les ongod. Tous les trois ans, les chamanes jaunes se réunissent au monastère de Dayan Degereki dans la Province de Khövsgöl pour « renouveler » ces esprits ancestraux.

## Représentation physique
Les Ongod sont représentés dans le monde physique de diverses façons. Dans le cas de la chamanesse Touva Yamaan, un esprit de l'ancêtre est représenté dans la poignée d'un tambour, par une figure sculptée avec une tête et une poitrine roses, une couronne noire, des yeux et un front rouges. Un fil sert de bras, et sur un autre fil des holbogo sont suspendus pour indiquer l’ouïe de l'esprit. Certains ongod vivent dans le lieu habité par le chaman : Agaaryn Khairhan, une montagne dans la Province de Khövsgöl, tire son nom de l'une des plus puissantes chamanesses du clan Darkhad, Agaaryn Khairhan ou Bagdan Udgan, qui a vécu sur la montagne au dix-huitième siècle. Dans l'actuelle Mongolie du Nord, plus précisément la vallée de Darkhad, des ensembles d'ongod sont trouvés dans des lieux transitionnels, comme à l'embouchure des rivières ou aux frontières entre la taïga et la steppe. Dans la vallée de Darkhad, la taïga et les montagnes environnantes sont des zones traditionnellement dominées par le chamanisme, alors que la steppe est dominée par le Bouddhisme.